# Campeonato Sergipano de Futebol de 1994
O Campeonato Sergipano de Futebol de 1994 foi a 71º edição da divisão principal do campeonato estadual de Sergipe. O campeão foi o Sergipe que conquistou seu 27º título na história da competição. O artilheiro do campeonato foi Marcelo Sergipano, jogador do Sergipe, com 25 gols marcados.

## Premiação
| Campeonato Sergipano de 1994 |
| Aracaju                      |
| ---------------------------- |
| Sergipe Campeão (27º título) |